# 大江徹男
大江 徹男（おおえ てつお、1961年4月26日 - ）は、日本の経済学者。経済学博士、明治大学農学部教授。専門は国内外の食料・農畜産物の流通問題。山形県出身。

## 経歴
京都大学経済学部卒業、京都大学大学院経済学研究科修士課程修了。同大学院経済学研究科博士課程単位取得退学。
国際協力機構（旧国際協力事業団）、株式会社農林中金総合研究所を経て、2005年より明治大学農学部准教授。
2003年京都大学 経済学博士。論文の題は「アメリカ食肉産業と新世代農協」。

## 著書
- 『アメリカの食肉産業と新生代農協』）日本経済評論社、2002年。

## 共著
- 『燃料か食料か バイオエタノールの真実』（坂内久との共著）日本経済評論社、2008年。

## 分担執筆
- 『アフリカの輸出農業と飢餓問題―ケニヤの紅茶生産を中心に―』 中野一新編『アグリビジネス論』、177～191ページ。 有斐閣、1998年。
- 『わが国の農産物先物取引　輸入トウモロコシ』 農林中金総合研究所編『国内農産物の先物取引』、155～179ページ。 家の光協会、2001年。
- 『アメリカの先物取引』農林中金総合研究所編『国内農産物の先物取引』、195～216ページ。 家の光協会、2001年。